# Gérard Fromanger
Gérard Fromanger (Jouars-Pontchartrain, 6 settembre 1939 – Parigi, 18 gennaio 2021) è stato un pittore, scultore e fotografo francese, ha lavorato anche con il collage, il cinema e la litografia e non ha mai smesso di credere al principio secondo cui l'opera d'arte è soprattutto un atto politico.

## Biografia
Al termine degli studi secondari, fu notato dallo scultore César che gli offrì il proprio studio a Montparnasse per poter lavorare e lo seguì nei successivi due anni, incoraggiandolo. Strinse inoltre amicizia con il poeta Jacques Prévert che lo avvicinò ai fratelli Alberto e Diego Giacometti, a Joan Miró, Marc Chagall. Nel 1964, nella capitale francese, venne delineato il concetto di una "nuova figurazione" ispirata ai fumetti, al cinema, alla fotografia, alla pubblicità. Il critico d’arte Gérald Gassiot-Talabot e i pittori Hervé Télémaque (1937-2022) e Bernard Rancillac (1931-2021) esposero al Musée d'art moderne de la Ville de Paris, assieme ad altri trentadue artisti di varia provenienza, tra i quali Gianni Bertini, Leonardo Cremonini, Antonio Recalcati e Michelangelo Pistoletto, nella collettiva "Mythologies Quotidiennes". Si impose la Figuration narrative un movimento che mise in mostra le contraddizioni della società contemporanea e si oppose all’egemonia della Pop art americana, che viceversa sembrava essere indifferente sia alle problematiche politiche che al consumismo. 
A questa sorta di Pop Art europea si aggiunsero pittori "sovversivi" quali l’antifranchista Eduardo Arroyo, l’islandese Erró e il francese Gérard Fromanger, le cui opere  giovanili erano ispirate ad Alberto Giacometti. Si chiamava nuova figurazione narrativa in quanto le immagini rappresentavano una storia che veniva raccontata tramite lo svolgersi nel tempo, come fossero sequenze o vignette, una sorta di montaggio cinematografico o scrittura fumettistica. I miti della quotidiniatà si proiettavano nella pittura che, ispirandosi all'estetica pubblicitaria, ne sovvertiva i codici espressivi. I colori saturi, tipici della pop art americana, ebbero in questa corrente artistica il proposito di sovvertirne il senso, molto vicino all'Internazionale Situzionista, cioè quello di opporsi all'ordine economico, politico e morale in maniera sovversiva, però attraverso le immagini. Nel maggio 1968, Fromanger, uno dei fondatori del laboratorio popolare dell'École des beaux-arts di Parigi, realizzò i manifesti che accompagnarono la lotta degli studenti e degli operai con una immagine che raffigurava la bandiera francese con gocce rosse che si riversavano sulle parti blu e bianche. Nello stesso anno realizzò i manifesti dei film di Jean-Luc Godard.
Nei primi anni Settanta fece un viaggio in Cina assieme al regista olandese Joris Ivens dove prese spunto per realizzare una delle sue opere più famose En Chine à Hu-Xian del 1974, una grande tela di 2x3 metri dove una folla multicolore di contadini cinesi passeggia, tratta da una foto in bianconero. Fromanger, nella sua attività artistica, si è dedicato anche alla fotografia, utilizzando però la macchina fotografica per creare immagini senza un punto di vista deliberato, senza inquadrature privilegiate, "immagini tratte come una pellicola dal movimento anonimo di ciò che accade", scrive Michel Foucault. Oltre che da Foucault, tutta la sua opera è stata commentata da Gilles Deleuze.
A Siena espose ai Magazzini del Sale nel 1983. In catalogo lo presentò il sindaco Mauro Barni, con i testi di Aldo Cairola e Alessandro Falassi. Fu la prima volta in terra senese e molte sue biografie ricordano che aveva due atelier: uno a Parigi e uno a Siena, anche se probabilmente dalle parti di San Gimignano. Dipinse il drappellone del Palio del 16 agosto 1989 vinto dalla Contrada del Drago. Fromager, con la sua storia, non se la sentì di dipingere la Madonna, imbarazzato dalla sacralità ripetuta e immobile che fino ad allora aveva accompagnato i drappelloni palieschi. Seguì la propria poesia, disegnando una donna che spinge una carrozzina con il figlio, una madre qualsiasi, tra uno stormo d’uccelli tratto da una famosa tomba di Tarquinia. L’arcivescovo Mario Jsmaele Castellano rimase un po' interdetto, ma finì per accettare il "cencio" senza polemiche.
Con la tela monumentale, lunga nove metri, dal titolo De toutes les couleurs, peinture d'histoire, realizzata tra il 1991 e il 1992, Fromanger tornò a parlare del mondo e della politica, della guerra e dell'uomo. La tela fu dipinta dopo la Guerra del Golfo, suddivisa in vari elementi che rappresentano monumenti, armi da guerra, paesaggi ecc., tutto collegato fra loro.